# Wait for the Night
Wait for the Night — дебютний мініальбом американського рок-гурту Virgin Steele, вийшов у 1983 році. Європейське видання синглу мало назву «A Cry in the Night».

## Список композицій
1. «Don't Say Goodbye (Tonight)» (remix) — 4:17
2. «I Am the One» — 3:45
3. «Go Down Fighting» — 3:27
4. «Wait for the Night» — 4:14

### Європейська версія
1. «A Cry in the Night» (remix)
2. «Go Down Fighting»
3. «I Am the One»
4. Interview (by Mark Snider)